# Kempen
Kempen è una città di 34 562 abitanti della Renania Settentrionale-Vestfalia, in Germania.
Appartiene al distretto governativo (Regierungbezirk) di Düsseldorf ed al circondario (Kreis) di Viersen (targa VIE).
Kempen si fregia del titolo di "Media città di circondario" (Mittlere kreisangehörige Stadt).

## Geografia fisica
Al comune di Kempen appartengono le frazioni di:
- Kempen (24 293 abitanti; 30 dicembre 2010)
- Schmalbroich (1 896 abitanti)
- St. Hubert (8 884 abitanti; 2005)
- Tönisberg (3 376 abitanti)

### Comuni confinanti
Kempen confina a nord con i comuni di Wachtendonk, Kerken e Rheurdt del circondario di Kleve e con Neukirchen-Vluyn del circondario di Wesel.
A ovest sorge la città extracircondariale di Krefeld.
A sud ed a est, appartenenti al circondario di Viersen, confinano con Kempen i comuni di Tönisvorst e Grefrath.